# 彭明
彭明（1956年10月4日—2016年11月29日），男，湖北天门人，中國企業家、政治異議人士。

## 生平
1981年彭明自湖北農學院畢業後，曾任職湖北省農業科學院，之後自己創業，曾任航空通用電氣集團公司總經理、北京城建集團董事長等企業職務。
1998年6月，彭明組建以獨立知識份子為主要成員的「中國發展聯合會」，主張中華聯邦主義。後被當局取締。彭明於2000年9月逃亡出國，在美國組建民運組織「中國聯邦發展委員會」，致力於實現自由、民主、普選。2004年5月彭明在緬甸被中華人民共和國國家安全部特工秘密誘捕、綁架回中國後，2005年10月14日被武漢市第二中級人民法院以「組織、領導恐怖活動組織罪」判處無期徒刑、剝奪政治權利終身。
2016年11月29日，彭明於湖北省咸寧監獄身亡。